# 墨海书馆
墨海书馆（英語：The London Missionary Society Press），其原英文名為倫敦會書館，是英国伦敦会設於南洋巴達維亞的印刷所，1843年12月传教士麦都思抵達上海開教，將印刷所遷移該地再改名重立。其落腳上海後成為英國倫敦會教士的在地聚會所，先後在此工作的教士有雒魏林、韋廉臣、施敦力約翰、美魏茶、慕维廉、艾约瑟等人。該機構據信是近代西學東傳的首個根據地，於中西文化交流史上佔有重要地位。

## 名稱
其中文名墨海，即取「墨流成海」之意，猶如「書之成山」，可能反映創立者一定意向。

## 历史
在上海初期選址老北門的大境傑閣，後於1845年遷移，至江海北关附近的麦家圈（今天福州路和广东路之间的山东中路西侧）的伦敦会总部。墨海书馆是上海最早的一个现代出版社，为上海最早采用西式汉文铅印活字印刷术的印刷机构。铅印设备的印刷机机为铁制，以牛车带动，传动带通过墙缝延伸过来，推动印刷机，因此在机房内看不见牛。
墨海书馆培养了一批通晓西学的学者如王韬、李善兰，他们和艾约瑟、偉烈亞力等撰写、翻译了许多介绍西方政治、科学、宗教的书籍。墨海书馆设有宿舍，当时麦都思和王韬都住在墨海书馆。
創立者麦都思於1856年返英及離世，對書館而言可能為一大損失；書館主任偉烈亞力也在1860年離職，進一步削弱了書館實力。在兩大關鍵人物相繼離去後接掌書館的慕维廉，他被認為在當時是既無能力也無營辦責任意願，從而導致書館衰落下去，直到1866年關門結束。

## 出版书目
- 《中国内地一瞥──在丝茶产区的一次旅行期间所见》，麦都思著，墨海书馆出版，1845年。
- 《博物新编》 三集，（英国）合信（Hobsin,B.）撰 墨海书馆出版，1855年。
- 《使徒保罗达罗马人书》，麦都思、王韬翻译墨海书馆出版，1857年。
- 《使徒保罗达哥林多人前书》，麦都思、王韬翻译，墨海书馆出版，1858年。
- 《植物学》八卷，（英国）韦廉臣著，（英国）艾约瑟译，墨海书馆出版，1858年。
- 《代微积拾级》 十八卷 （美国）罗密士撰 李善兰译，墨海书馆出版，1859年。
- 《大美联邦志略》，二卷，（美国）裨治文（Bridgman）撰 墨海书馆出版，1861年。
- 《新约全书》，麦都思、王韬翻译， 墨海书馆出版，1861年。
- 〈张远二友论述〉米憐著，墨海书馆出版，1865
- 《代数学》，（英）德·摩根著，李善兰、伟烈亚力译，墨海书馆出版。
- 《全体新论》，由合信、陈修堂编撰，墨海书馆出版。

## 期刊
- 《六合叢談》 1857